# 圖森諾巴峰
72°0′S 6°15′E / 72.000°S 6.250°E
圖森諾巴峰（英語：Tussenobba Peak）是南極洲的山峰，位於東部南極洲的毛德皇后地，屬於穆利格-霍夫曼山脈的一部分，處於哈爾斯克納帕訥山東北面11公里，海拔高度2,665米。